# Teste auditivo

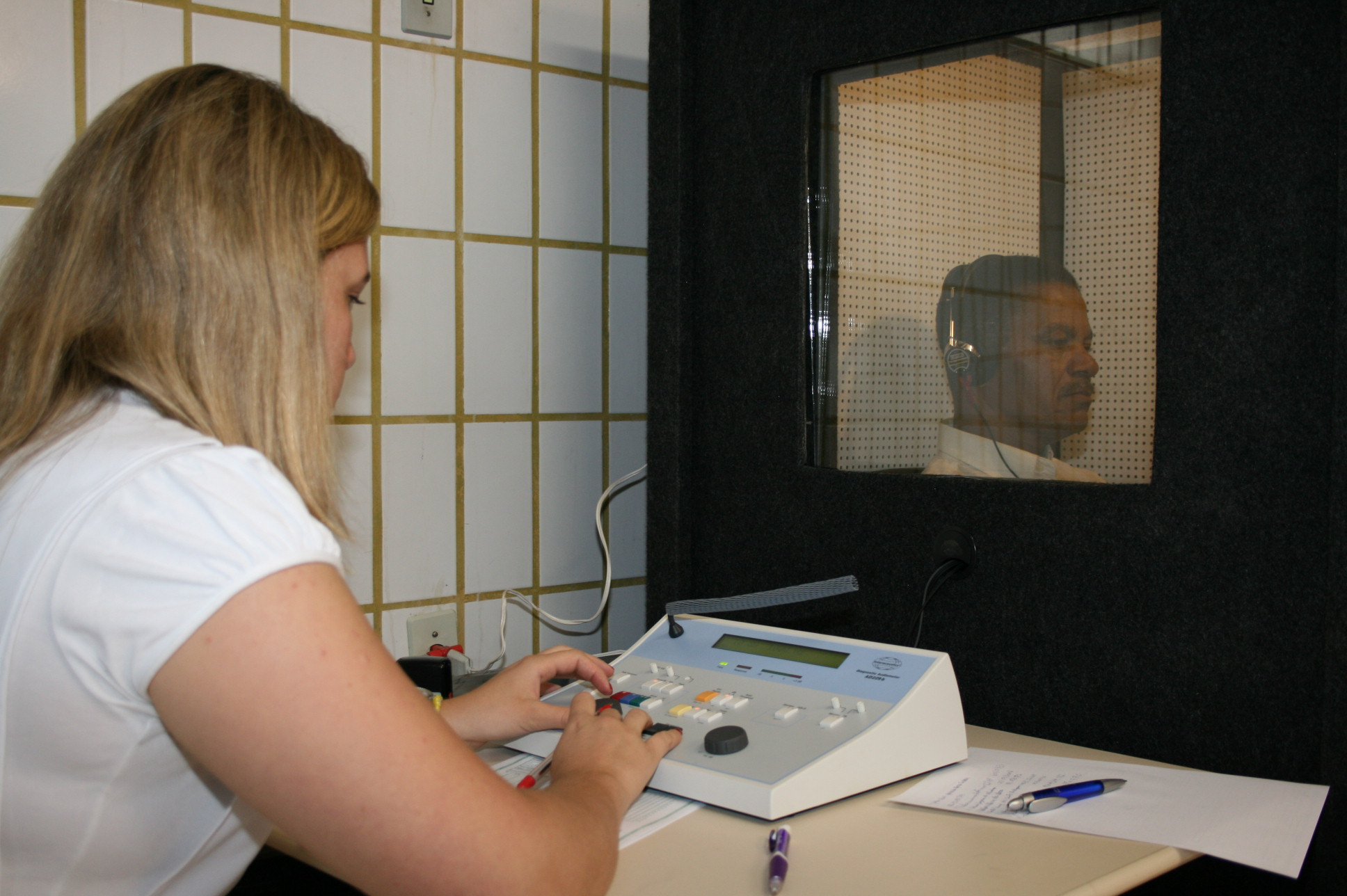
Um fonoaudiólogo conduzindo um teste auditivo em uma cabine acústica

Um teste auditivo fornece informações sobre a integridade e a funcionalidade do sistema auditivo periférico e/ou central. Os testes auditivos são realizados mais frequentemente por um fonoaudiólogo audiologista e podem ser tanto procedimentos comportamentais como eletroacústicos e eletrofisiológicos. Para realizar uma avaliação auditiva, são utilizados desde instrumentos mais simples, como o diapasão, que é usado no teste de Weber e no teste de Rinne, até instrumentos mais avançados, como o audiômetro, o imitanciômetro, o equipamento de emissões otoacústicas e o equipamento para a obtenção do potencial evocado auditivo.
A avaliação audiológica tem como objetivo principal identificar se existe perda auditiva e, caso exista, auxiliar no encontro da causa do problema de audição, definir o grau e a configuração da perda e ajudar a determinar as necessidades de habilitação e reabilitação auditiva.
Assim como qualquer outro teste ou exame, é recomendado ao paciente uma preparação antes da realização do procedimento, isto para obter uma boa precisão no resultado do teste. Embora muitos dos testes audiológicos não tenham uma preparação específica, recomenda-se apenas que, na noite anterior ao procedimento, seja importante ter uma boa noite de sono. Já na audiometria, existe uma recomendação importante a cumprir, qual seja, repouso acústico de, no mínimo, 14 horas anteriores ao teste, ou seja, evitar exposição a sons altos durante esse período, isto quando realizado em adultos. Na preparação com bebês e crianças maiores, recomenda-se apenas que estejam dormindo durante o procedimento, essencialmente quando realizado o exame de Emissão Otoacústicas ou PEATE, para evitar o estresse durante o procedimento.

## Avaliação audiológica básica

### Anamnese
A anamnese é um levantamento do histórico do paciente que tem como objetivo investigar a queixa audiológica, o impacto dela na vida do indivíduo, o histórico da saúde geral e auditiva, assim como os tratamentos realizados. Ademais, a anamnese tem um papel muito importante de verificar possíveis fatores emocionais, estresse e algumas medicações, por exemplo, porque podem comprometer a atenção do paciente durante a avaliação auditiva e distanciar os resultados da realidade.
As razões mais comuns para o desenvolvimento de perdas auditivas podem estar relacionadas a alterações genéticas, envelhecimento, exposição a ruído ocupacional ou no lazer, infecções de orelha, complicações no parto, trauma acústico ou mecânico e certos medicamentos que são tóxicos ao sistema auditivo.

### Meatoscopia

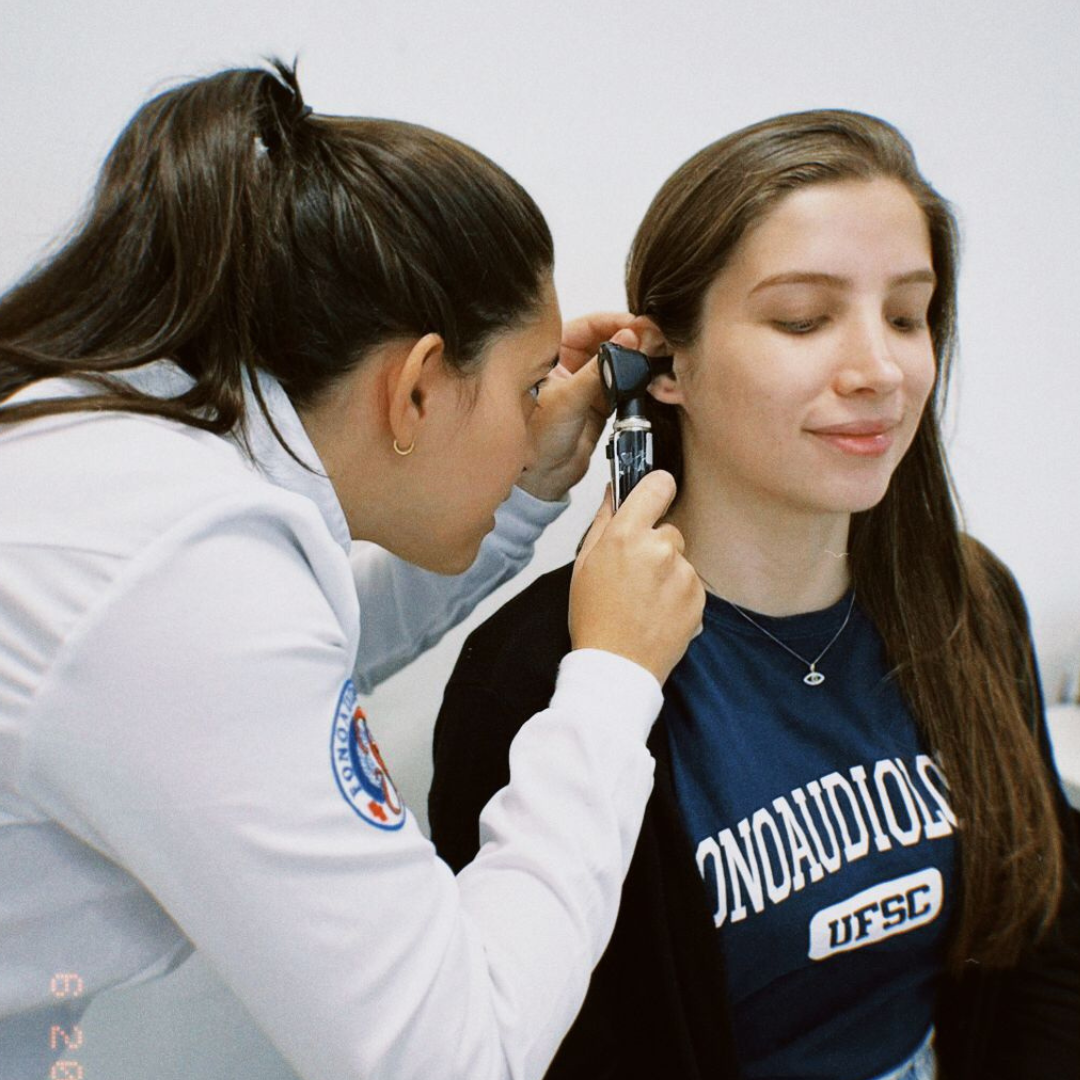
Realização de Meatoscopia

O primeiro procedimento que deve ser realizado é a meatoscopia. Nesse exame, o profissional utiliza um otoscópio para avaliar as condições do meato acústico externo, a integridade do tímpano e a presença de infecção na orelha (externa ou média). Essa avaliação é fundamental, visto que, se houver cera ou algum corpo estranho causando obstrução no meato, a avalição audiológica não pode ter continuidade, pois os resultados de outros exames auditivos serão comprometidos. Sendo assim, caso seja encontrada alguma anormalidade na meatoscopia, o paciente deve ser encaminhado para um médico otorrinolaringologista.

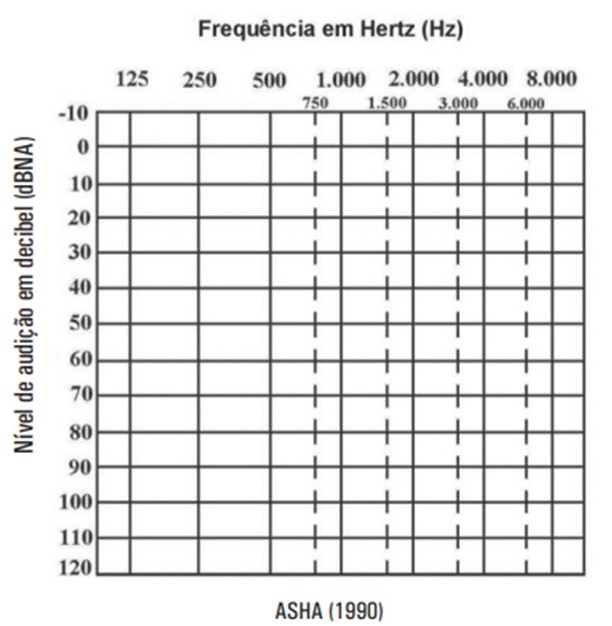
Imagem de um exemplo de um audiograma

### Audiometria tonal liminar
teste auditivo padrão e mais comum é a audiometria tonal liminar, que faz parte da avaliação audiológica básica brasileira. Esse teste determina os limiares auditivos por via aérea e condução óssea (caso houver alguma alteração na via aérea) para cada orelha em um conjunto de 8 frequências padrão (de 250Hz a 8000Hz) e compara os valores obtidos com os padrões de normalidade. O teste é realizado em uma cabine acústica, usando um par de fones de ouvido conectados a um audiômetro externo. O paciente, ao escutar o som (podendo ser um tom puro ou tom modulado), deve levantar a mão correspondente ao lado em que ouviu o estímulo. O resultado do teste é um audiograma que representa os limiares auditivos de uma pessoa nas frequências testadas, isto é, a menor intensidade em que o paciente responde a 50% dos estímulos em cada frequência testada. Existe também a audiometria de alta frequência (determina os limiares auditivos em frequências de 9000Hz até 20000Hz), que avalia frequências não testadas na audiometria tonal liminar básica, o que pode ser empregado em circunstâncias especiais.
A realização da audiometria, por via aérea e por via óssea, identifica se há perda auditiva, em qual orelha, qual o tipo de perda (perda condutiva, perda neurossensorial ou perda mista), o grau dessa perda (perda de grau leve, moderado, moderadamente severo, severo ou profunda) e a configuração da perda (ascendente, horizontal, descendente leve, descendente acentuada, descendente em rampa, em U, em U invertido ou em entalhe).

### Logoaudiometria
A logoaudiometria, ou avaliação da percepção de fala, é um teste que investiga as habilidades do indivíduo para detectar e reconhecer a fala, avaliando qualitativamente a audição. Por meio da logoaudiometria, é possível obter o Limiar de Detecção de Voz (LDV), o Limiar de Reconhecimento de Fala (LRF) e o Índice Percentual de Reconhecimento de Fala (IPRF). O teste é realizado através de um audiômetro que tenha o circuito apropriado, com controlador de unidades de volume (VU meter), entrada para fonte de áudio externa, para uso de material gravado, e microfone para testes a viva voz. Dessa forma, na logoaudiometria são realizados os três seguintes exames:

#### Limiar de Reconhecimento de Fala (LRF)

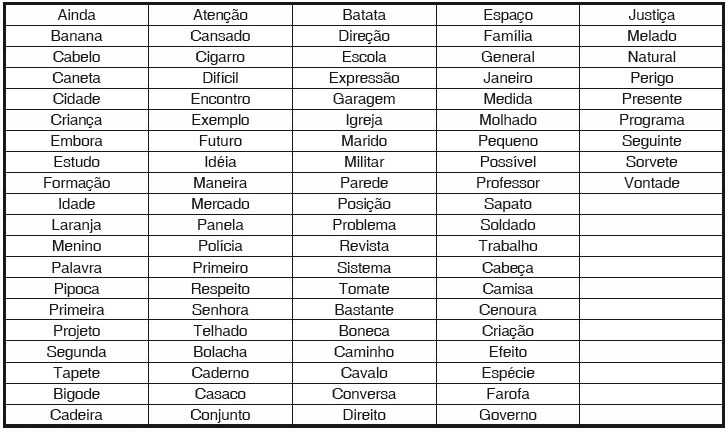
Lista de Palavras Trissílabas utilizada para a pesquisa do Limiar de Reconhecimento de Fala

O limiar de reconhecimento de fala é a menor intensidade em que um indivíduo é capaz de reconhecer 50% dos estímulos de fala. Normalmente, a pesquisa do LRF é realizada em seguida à pesquisa dos limiares audiométricos por via aérea e tem como uma das finalidades confirmar os resultados audiométricos obtidos. Se o LRF for igual ou até 10dB maior que a média tritonal, o resultado é confirmado.

#### Limiar de Detecção de Voz (LDV)
O limiar de detecção da voz é a intensidade mínima em que o indivíduo consegue detectar a presença de fala em 50% dos estímulos apresentados. Nesse teste, o paciente não precisa identificar o que está sendo falado, apenas sinalizar a presença da fala, e sua pesquisa é feita quando não é possível realizar o LRF com o paciente.

#### Índice de Reconhecimento de Fala (IRF)

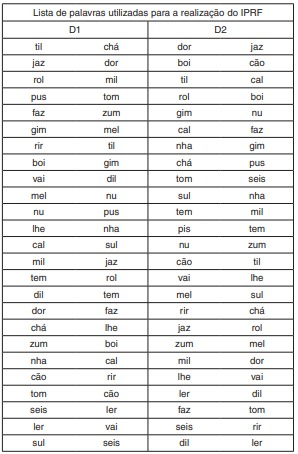
Uma das possíveis listas de palavras utilizadas na pesquisa do Índice de Reconhecimento de Fala

O índice percentual de reconhecimento de fala (IPRF/IRF) indica a porcentagem de acertos de um conjunto de estímulos de fala específicos, ao reconhecer unidades mínimas de fala (monossílabos) em uma intensidade (40dB acima da média audiométrica tritonal por via aérea) que permita o melhor desempenho possível pelo indivíduo.

### Imitanciometria

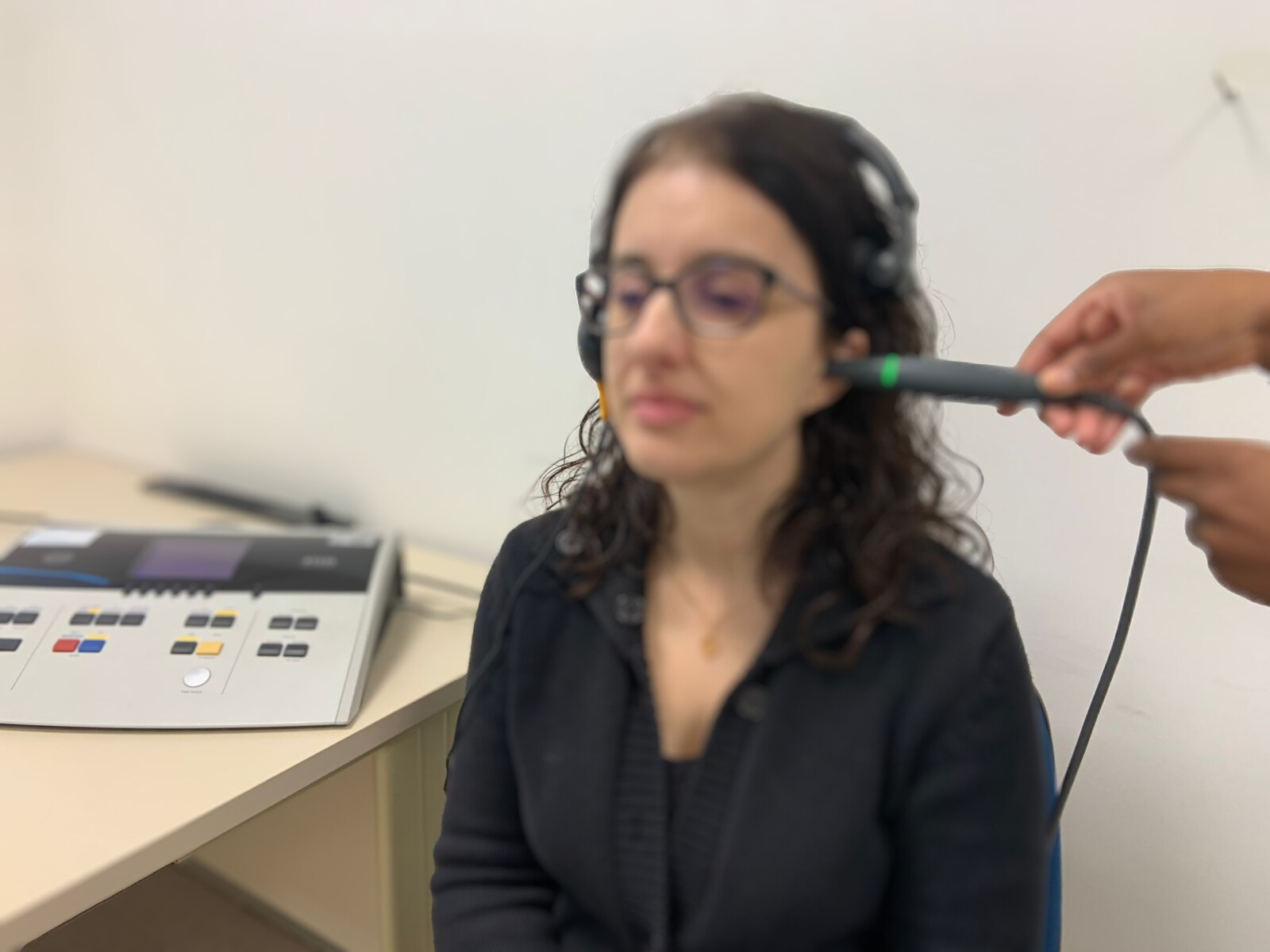
Exame de imitanciometria sendo realizado em paciente

A imitanciometria é um procedimento comumente realizado na prática clínica, sendo composta pela timpanometria e pela pesquisa do reflexo acústico. Esse exame fornece informações sobre a funcionalidade da orelha média e sobre a integridade da via auditiva. A timpanometria é a medida da variação da imitância acústica do sistema auditivo em função da variação de pressão introduzida no meato acústico externo por meio de uma sonda. Ao final dessa parte do exame, é possível traçar curvas que indicam como está a mobilidade da orelha média.
Após a timpanometria, é realizada a pesquisa do reflexo acústico, que é a contração reflexa do músculo estapédio da orelha média com a finalidade de atenuar um som intenso e, assim, proteger o sistema auditivo. Esse teste também fornece informações sobre a integridade dos nervos vestibulococlear e facial.

## Avaliação audiológica complementar

### Emissões otoacústicas
As emissões otoacústicas têm como objetivo avaliar o funcionamento das células ciliadas externas presentes na cóclea. É um teste eletrofisiológico que permite a verificação da função coclear básica em populações difíceis de serem avaliadas, o diagnóstico diferencial entre patologias sensoriais e neurais, o monitoramento da saúde coclear diante de diferentes agentes de risco para perda auditiva (por exemplo, a exposição ao ruído) e a triagem auditiva neonatal universal (mais conhecida como teste da orelhinha). As emissões otoacústicas evocadas, em conjunto com os demais testes audiológicos básicos, podem ser um exame essencial para fechamento de um diagnóstico, possibilitando a interpretação dos graus de perda envolvidos.

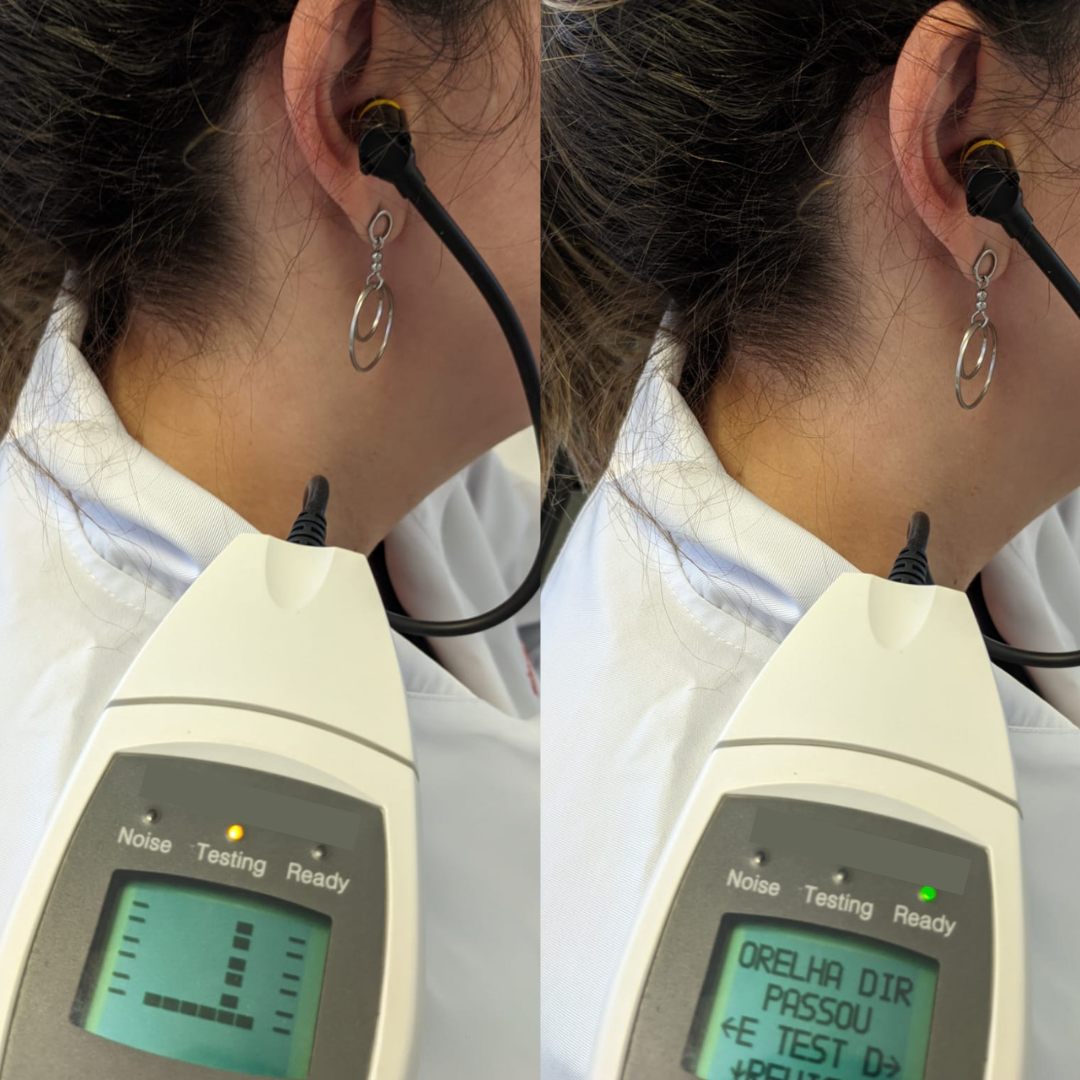
Realização de emissões otoacústicas transientes

##### Emissões otoacústicas evocadas por estímulo transiente (EOET)
É um procedimento importante para analisar a integridade coclear, sendo um teste bastante objetivo e não invasivo, o qual não quantifica especificamente a perda, mas dá informações sobre a funcionalidade das células ciliadas externas. Por esse exame detectar mínimas alterações (dentro das faixas de frequência de 500, 1000, 2000 e 4000Hz), foi implantada a realização das EOET na maternidade, sendo conhecida como Triagem Auditiva Neonatal Universal (TANU). O objetivo é identificar alterações nas células ciliadas externas precocemente e deve ser realizado no nascimento até os três meses de idade, no máximo.
Ao realizar esse teste, deve-se estar atento ao ruído ao ambiental, pois o ideal é que o exame seja realizado em um espaço silencioso para que não haja interferência do som no resultado da avaliação. Além disso, deve-se ter cuidado no posicionamento da sonda no conduto auditivo externo, para que não seja tampada por alguma parede do conduto, o que irá interferir na obtenção dos resultados. As EOET são as respostas a um estímulo sonoro muito breve, chamado de "clique", que estimula a membrana basilar, porém desprovido de seletividade de frequência, ocorrendo predominantemente entre 500 e 4000 Hz.

#### Emissões otoacústicas evocadas por estímulo produto de distorção (EOEPD)
Esse é um procedimento importante para a detecção de perda auditiva precocemente, que, diferente das EOET, analisa bandas de frequências maiores, sendo utilizado com a finalidade de detectar alterações no funcionamento das células ciliadas externas, podendo auxiliar em relação a pacientes expostos a substâncias ototóxicas.  As EOEPD  são evocadas pela interação de dois tons puros de diferentes frequências (f1 e f2). Um tom terciário de diferente frequência é emitido de volta para o conduto auditivo externo. São importantes, uma vez que analisam frequências sonoras em faixa que varia de 500 Hz à 8000Hz.

### Potencial evocado auditivo de tronco encefálico (PEATE)

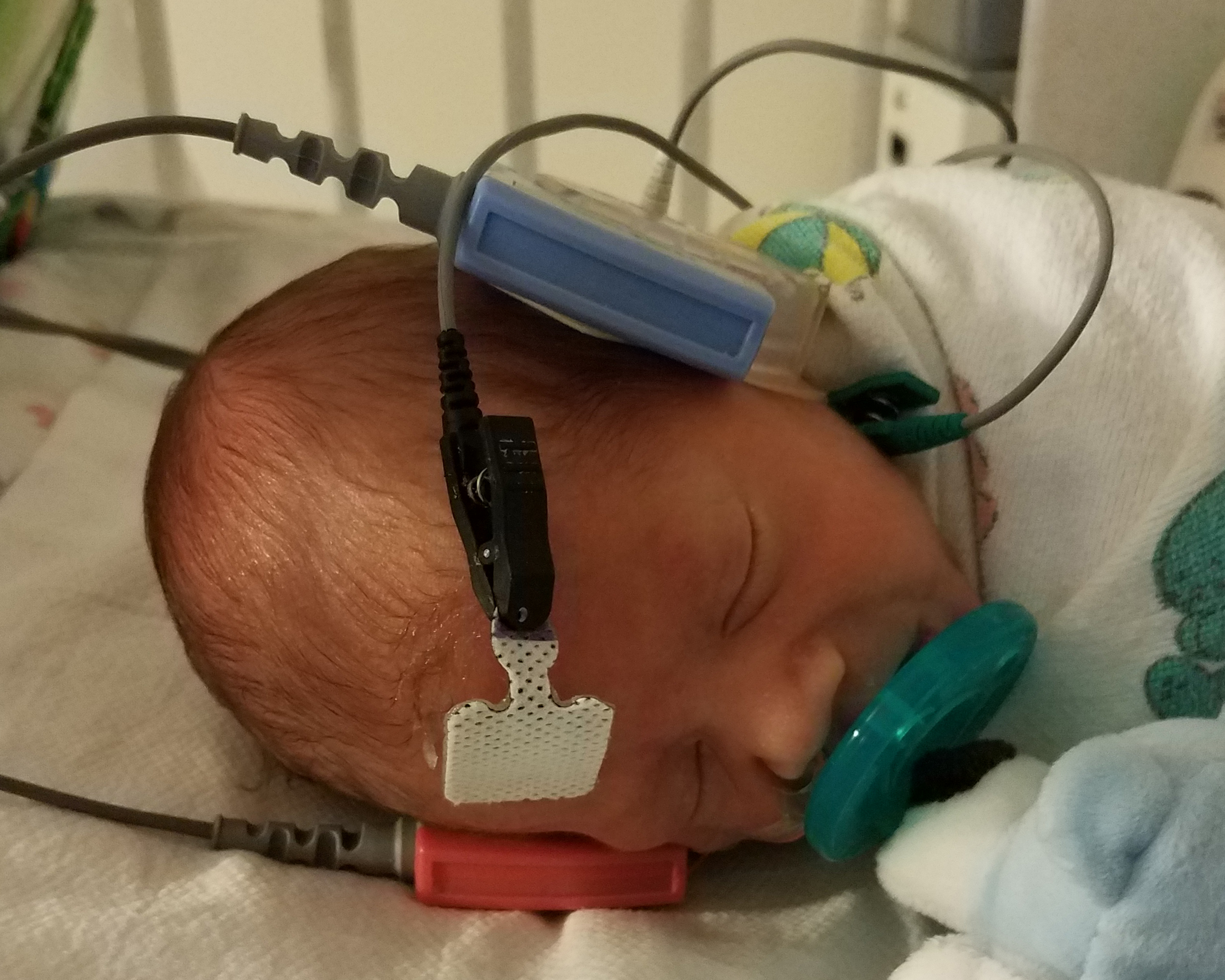
Realização do PEATE em recém nascido

Esse exame tem como objetivo pesquisar da integridade da via auditiva central. Para isso, é dado um estímulo na orelha do paciente e, depois, é verificada a condução desse estímulo desde o nervo coclear até a região do tronco encefálico. Assim, é possível identificar possíveis lesões ou disfunções em partes do sistema nervoso auditivo central. Além disso, o PEATE também pode ser usado para pesquisar o limiar eletrofisiológico da audição, que permite identificar se existe e qual é o grau de perda auditiva. Ele é um método objetivo e eletrofisiológico de avaliação das vias auditivas, é composto por sete ondas, sendo as ondas I, III e V as que são realmente analisadas para o resultado do teste. Quanto aos locais que geram essas ondas, a classificação mais utilizada atualmente é: I - porção distal do nervo auditivo ao tronco encefálico; II - porção proximal do nervo auditivo ao tronco encefálico; III - núcleos cocleares; IV - complexo olivar superior; V - lemnisco lateral; VI - colículo inferior e VII - corpo geniculado medial. Analisa-se esse potencial por meio da morfologia (o formato), da latência (o tempo em que essas ondas se formam) e da amplitude (sua altura máxima) das ondas em comparação com os padrões esperados de normalidade. O PEATE pode também ser utilizado para caracterizar o tipo de perda auditiva, a localização da lesão no nervo auditivo ou no tronco encefálico, para a monitorização de cirurgias e monitorização de pacientes em Centros de Terapia Intensiva, já que qualquer tipo de alteração auditiva, condutiva ou neurossensorial, resulta em modificações no traçado desse potencial.

## Avaliação do Processamento Auditivo Central (PAC)
O processamento auditivo central é responsável por um conjunto de habilidades auditivas, as quais são utilizadas para que os ouvintes recebam a informação de forma eficiente e efetiva, para que, a partir da compreensão do som recebido, possam usá-lo para o desenvolvimento da fala. Alterações no processamento auditivo central podem acarretar prejuízos na recepção auditiva e dificuldades na aquisição da linguagem oral, no desenvolvimento da leitura e da escrita, além de dificuldades de aprendizagem escolar.
A avaliação do PAC tem como objetivo identificar quais habilidades auditivas estão alteradas e auxiliar na terapia fonoaudiológica. Essa avaliação inclui baterias de testes com estímulos verbais e não verbais, os quais podem ser apresentados em uma orelha (testes monóticos) ou em ambas (testes dicóticos). Cada teste deve ser escolhido conforme a queixa do paciente, as habilidades escolhidas para serem testadas e a idade do indivíduo.
Os testes comportamentais usados para avaliar o processamento auditivo apresentam estímulos diferentes entre si (verbais e não verbais) e formas de apresentação das orelhas diferentes (binaural e monaural). Cada teste avalia um mecanismo auditivo e uma habilidade auditiva diferente, de forma a analisar áreas e funções diferentes do Sistema Nervoso Auditivo Central. Dessa maneira, os testes são aplicados em conjunto, para avaliar o processamento auditivo como um todo. Eles se classificam em grandes grupos: testes monoaurais de baixa redundância; testes dicóticos; testes de ordenação e sequência temporal; testes de resolução temporal; e testes dióticos utilizados para a triagem do processamento auditivo.
- Testes monoaurais de baixa redundância: são apresentados estímulos de fala degradados, ou seja, modificados propositalmente em frequência, tempo ou intensidade. Avaliam a habilidade de fechamento auditivo.[31]
- Testes Dicóticos: são apresentados estímulos de fala diferentes em cada orelha ao mesmo tempo ou de maneira sobreposta. Alguns avaliam a habilidade de integrar as informações apresentadas em cada uma das orelhas (integração binaural); já outros avaliam a habilidade de direcionar a atenção para um dos lados (atenção direcionada) e repetir apenas o que foi dito na orelha testada (separação binaural).[31]
- Testes de ordenação temporal: tais testes avaliam as habilidades de ordenação e sequência temporal. Neles, o indivíduo precisa repetir os sons na ordem em que escutou. Pode ser solicitada a repetição de estímulos verbais e não-verbais.[31]
- Testes de resolução temporal: Avaliam a habilidade de detectar mudanças nos estímulos ao longo do tempo, ou seja, a capacidade de resolução temporal.[31]

- Testes dióticos utilizados para a triagem do processamento auditivo: presentes no Brasil, tais testes avaliam as habilidades de maneira simplificada e são utilizados como triagem comportamental para alterações do processamento auditivo.[31]

## Testes da bateria audiológica complementar

### Weber e Rinne
No teste de Rinne, um diapasão vibrando (ou um vibrador ósseo) é colocado atrás da orelha, na mastoide; de maneira similar, o diapasão pode ser colocado na testa (que é, então, o teste de Weber). Esses testes ajudam o audiologista a determinar se a perda auditiva é condutiva (causada por problemas na orelha externa ou média) ou sensorioneural coclear (causada por alterações na cóclea, o órgão sensorial da audição) ou sensorioneural retrococlear (causada por alterações no nervo auditivo).
Atualmente, os testes de Weber e Rinne não fazem parte da avaliação audiológica básica, sendo usualmente trocados pela audiometria tonal liminar, porém é necessário compreender seu valor histórico. Com o audiômetro sendo introduzido na prática clínica apenas em 1930, anteriormente a isso os testes instrumentais e com diapasão eram a principal forma de detectar e classificar as perdas auditivas.

### Hearing in Noise (HINT)
O teste Hearing in Noise (HINT) consiste em verificar o desempenho de uma pessoa no reconhecimento de fala em silêncio e no ruído. Esse teste simula situações auditivas similares às do cotidiano e está disponível em várias línguas, inclusive na língua portuguesa falada no Brasil. Nesse teste, é solicitado ao paciente repetir sentenças, tanto em um ambiente silencioso quanto em um ambiente com ruído competitivo.  Dessa forma, o teste mede a relação sinal / ruído para as diferentes condições, o que corresponde à intensidade em que as frases precisam ser apresentadas na presença de ruído, para que o paciente possa repeti-las corretamente em 50% das vezes.

### Words-in-Noise Test (Teste de palavras no ruído)
O teste Words-in-Noise (WIN) usa palavras monossílabas apresentadas em sete diferentes relações sinal / ruído com ruído mascarante - tipicamente ruído de espectro de fala.  O teste WIN resultará em uma pontuação para a habilidade de inteligibilidade de fala na presença de ruído de fundo.

### Teste de rima modificado
O Modified Rhyme Test (MRT) é definido na American National Standard (ANSI S3.2) - Methods for Measuring the Intelligibility of Speech Over Communication Systems. O método consiste em cinquenta conjuntos de seis palavras monossílabas que diferem na consoante inicial ou final.  As seis palavras que rimam são apresentadas ao ouvinte para selecionar o que ele acredita ser a resposta correta. O MRT tem sido amplamente utilizado pela Força Aérea dos Estados Unidos para testar o desempenho de diferentes sistemas de comunicação, que geralmente incluem um componente de interferência de ruído.

## Grau de perda auditiva

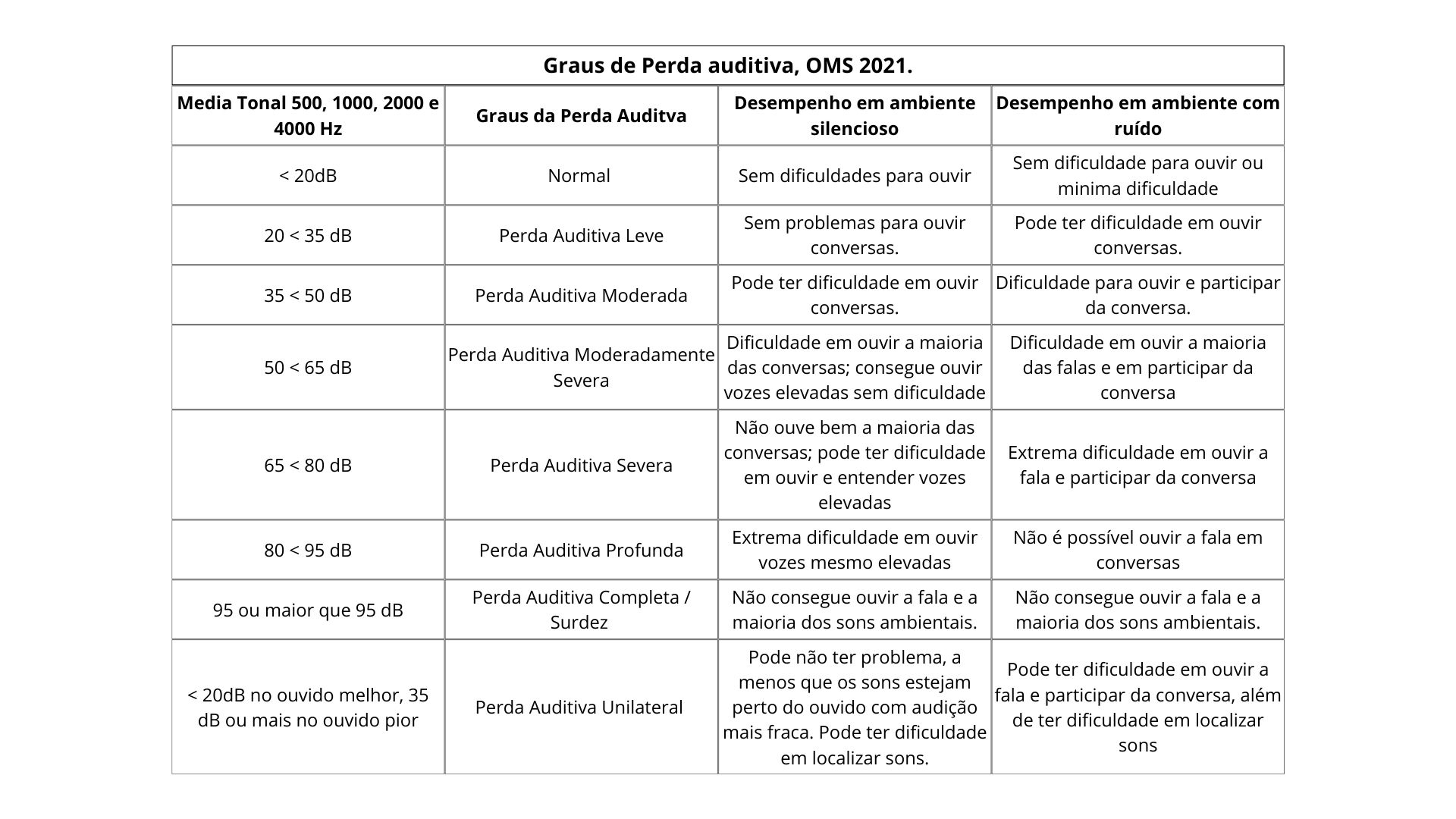
Grau da Perda Auditiva,OMS 2021

No Brasil, o Conselho Federal de Fonoaudiologia (CFFa), por meio do guia de orientação na avaliação audiológica, reconhece que há uma ampla literatura para classificação do grau de perda auditiva e , com base em estudos robustos, sugere que os profissionais usem a média quadritonal entre as frequências de 500 Hz,1000 Hz, 2000 Hz e 4000 Hz ou a média tritonal entre as frequências de 500 Hz, 1000 Hz, e 2000 Hz.
O Conselho ressalta que a escolha para o uso delas fica a critério de cada profissional, desde que devidamente embasada em referências adequadas. Por sua vez, de acordo com a última classificação da Organização Mundial da Saúde (OMS),em 2021, para que esteja dentro do padrão de normalidade, é necessário que a média seja menor que 20 dB nas frequências de  500 Hz, 1000 Hz, 2000 Hz e 4000 Hz , levando em consideração as implicações funcionais na comunicação.